# Leonore (Illinois)
Leonore és una població dels Estats Units a l'estat d'Illinois. Segons el cens del 2000 tenia 110 habitants.

## Demografia
Segons el cens del 2000, Leonore tenia 110 habitants, 52 habitatges, i 30 famílies. La densitat de població era de 471,9 habitants/km².
Dels 52 habitatges en un 17,3% hi vivien nens de menys de 18 anys, en un 55,8% hi vivien parelles casades, en un 3,8% dones solteres, i en un 40,4% no eren unitats familiars. En el 34,6% dels habitatges hi vivien persones soles el 17,3% de les quals corresponia a persones de 65 anys o més que vivien soles. El nombre mitjà de persones vivint en cada habitatge era de 2,12 i el nombre mitjà de persones que vivien en cada família era de 2,71.
Per edats la població es repartia de la següent manera: un 14,5% tenia menys de 18 anys, un 8,2% entre 18 i 24, un 30% entre 25 i 44, un 21,8% de 45 a 60 i un 25,5% 65 anys o més.
L'edat mediana era de 43 anys. Per cada 100 dones de 18 o més anys hi havia 100 homes.
La renda mediana per habitatge era de 36.250 $ i la renda mediana per família de 53.750 $. Els homes tenien una renda mediana de 30.750 $ mentre que les dones 26.250 $. La renda per capita de la població era de 19.465 $. Cap de les famílies i l'1,8% de la població estaven per davall del llindar de pobresa.

## Poblacions més properes
El següent diagrama mostra les poblacions més properes.